# Nyctobia reiffi
Nyctobia reiffi är en fjärilsart som beskrevs av Louis W. Swett 1910. Nyctobia reiffi ingår i släktet Nyctobia och familjen mätare. Inga underarter finns listade i Catalogue of Life.